# 1230
Portal Geschichte | Portal Biografien | Aktuelle Ereignisse | Jahreskalender | Tagesartikel

◄ |
12. Jahrhundert |
13. Jahrhundert
| 14. Jahrhundert | ►

◄ |
1200er |
1210er |
1220er |
1230er
| 1240er | 1250er | 1260er | ►

◄◄ |
◄ |
1226 |
1227 |
1228 |
1229 |
1230
| 1231 | 1232 | 1233 | 1234 | ► | ►►
Staatsoberhäupter  · Nekrolog
| Januar | Januar | Januar | Januar | Januar | Januar | Januar | Januar |
| Kw     | Mo     | Di     | Mi     | Do     | Fr     | Sa     | So     |
| ------ | ------ | ------ | ------ | ------ | ------ | ------ | ------ |
| 1      |        | 1      | 2      | 3      | 4      | 5      | 6      |
| 2      | 7      | 8      | 9      | 10     | 11     | 12     | 13     |
| 3      | 14     | 15     | 16     | 17     | 18     | 19     | 20     |
| 4      | 21     | 22     | 23     | 24     | 25     | 26     | 27     |
| 5      | 28     | 29     | 30     | 31     |        |        |        |

| Februar | Februar | Februar | Februar | Februar | Februar | Februar | Februar |
| Kw      | Mo      | Di      | Mi      | Do      | Fr      | Sa      | So      |
| ------- | ------- | ------- | ------- | ------- | ------- | ------- | ------- |
| 5       |         |         |         |         | 1       | 2       | 3       |
| 6       | 4       | 5       | 6       | 7       | 8       | 9       | 10      |
| 7       | 11      | 12      | 13      | 14      | 15      | 16      | 17      |
| 8       | 18      | 19      | 20      | 21      | 22      | 23      | 24      |
| 9       | 25      | 26      | 27      | 28      |         |         |         |

| März | März | März | März | März | März | März | März |
| Kw   | Mo   | Di   | Mi   | Do   | Fr   | Sa   | So   |
| ---- | ---- | ---- | ---- | ---- | ---- | ---- | ---- |
| 9    |      |      |      |      | 1    | 2    | 3    |
| 10   | 4    | 5    | 6    | 7    | 8    | 9    | 10   |
| 11   | 11   | 12   | 13   | 14   | 15   | 16   | 17   |
| 12   | 18   | 19   | 20   | 21   | 22   | 23   | 24   |
| 13   | 25   | 26   | 27   | 28   | 29   | 30   | 31   |

| April | April | April | April | April | April | April | April |
| Kw    | Mo    | Di    | Mi    | Do    | Fr    | Sa    | So    |
| ----- | ----- | ----- | ----- | ----- | ----- | ----- | ----- |
| 14    | 1     | 2     | 3     | 4     | 5     | 6     | 7     |
| 15    | 8     | 9     | 10    | 11    | 12    | 13    | 14    |
| 16    | 15    | 16    | 17    | 18    | 19    | 20    | 21    |
| 17    | 22    | 23    | 24    | 25    | 26    | 27    | 28    |
| 18    | 29    | 30    |       |       |       |       |       |

| Mai | Mai | Mai | Mai | Mai | Mai | Mai | Mai |
| Kw  | Mo  | Di  | Mi  | Do  | Fr  | Sa  | So  |
| 18  |     |     | 1   | 2   | 3   | 4   | 5   |
| 19  | 6   | 7   | 8   | 9   | 10  | 11  | 12  |
| 20  | 13  | 14  | 15  | 16  | 17  | 18  | 19  |
| 21  | 20  | 21  | 22  | 23  | 24  | 25  | 26  |
| 22  | 27  | 28  | 29  | 30  | 31  |     |     |
| --- | --- | --- | --- | --- | --- | --- | --- |

| Juni | Juni | Juni | Juni | Juni | Juni | Juni | Juni |
| Kw   | Mo   | Di   | Mi   | Do   | Fr   | Sa   | So   |
| ---- | ---- | ---- | ---- | ---- | ---- | ---- | ---- |
| 22   |      |      |      |      |      | 1    | 2    |
| 23   | 3    | 4    | 5    | 6    | 7    | 8    | 9    |
| 24   | 10   | 11   | 12   | 13   | 14   | 15   | 16   |
| 25   | 17   | 18   | 19   | 20   | 21   | 22   | 23   |
| 26   | 24   | 25   | 26   | 27   | 28   | 29   | 30   |

| Juli | Juli | Juli | Juli | Juli | Juli | Juli | Juli |
| Kw   | Mo   | Di   | Mi   | Do   | Fr   | Sa   | So   |
| ---- | ---- | ---- | ---- | ---- | ---- | ---- | ---- |
| 27   | 1    | 2    | 3    | 4    | 5    | 6    | 7    |
| 28   | 8    | 9    | 10   | 11   | 12   | 13   | 14   |
| 29   | 15   | 16   | 17   | 18   | 19   | 20   | 21   |
| 30   | 22   | 23   | 24   | 25   | 26   | 27   | 28   |
| 31   | 29   | 30   | 31   |      |      |      |      |

| August | August | August | August | August | August | August | August |
| Kw     | Mo     | Di     | Mi     | Do     | Fr     | Sa     | So     |
| ------ | ------ | ------ | ------ | ------ | ------ | ------ | ------ |
| 31     |        |        |        | 1      | 2      | 3      | 4      |
| 32     | 5      | 6      | 7      | 8      | 9      | 10     | 11     |
| 33     | 12     | 13     | 14     | 15     | 16     | 17     | 18     |
| 34     | 19     | 20     | 21     | 22     | 23     | 24     | 25     |
| 35     | 26     | 27     | 28     | 29     | 30     | 31     |        |

| September | September | September | September | September | September | September | September |
| Kw        | Mo        | Di        | Mi        | Do        | Fr        | Sa        | So        |
| --------- | --------- | --------- | --------- | --------- | --------- | --------- | --------- |
| 35        |           |           |           |           |           |           | 1         |
| 36        | 2         | 3         | 4         | 5         | 6         | 7         | 8         |
| 37        | 9         | 10        | 11        | 12        | 13        | 14        | 15        |
| 38        | 16        | 17        | 18        | 19        | 20        | 21        | 22        |
| 39        | 23        | 24        | 25        | 26        | 27        | 28        | 29        |
| 40        | 30        |           |           |           |           |           |           |

| Oktober | Oktober | Oktober | Oktober | Oktober | Oktober | Oktober | Oktober |
| Kw      | Mo      | Di      | Mi      | Do      | Fr      | Sa      | So      |
| ------- | ------- | ------- | ------- | ------- | ------- | ------- | ------- |
| 40      |         | 1       | 2       | 3       | 4       | 5       | 6       |
| 41      | 7       | 8       | 9       | 10      | 11      | 12      | 13      |
| 42      | 14      | 15      | 16      | 17      | 18      | 19      | 20      |
| 43      | 21      | 22      | 23      | 24      | 25      | 26      | 27      |
| 44      | 28      | 29      | 30      | 31      |         |         |         |

| November | November | November | November | November | November | November | November |
| Kw       | Mo       | Di       | Mi       | Do       | Fr       | Sa       | So       |
| -------- | -------- | -------- | -------- | -------- | -------- | -------- | -------- |
| 44       |          |          |          |          | 1        | 2        | 3        |
| 45       | 4        | 5        | 6        | 7        | 8        | 9        | 10       |
| 46       | 11       | 12       | 13       | 14       | 15       | 16       | 17       |
| 47       | 18       | 19       | 20       | 21       | 22       | 23       | 24       |
| 48       | 25       | 26       | 27       | 28       | 29       | 30       |          |

| Dezember | Dezember | Dezember | Dezember | Dezember | Dezember | Dezember | Dezember |
| Kw       | Mo       | Di       | Mi       | Do       | Fr       | Sa       | So       |
| -------- | -------- | -------- | -------- | -------- | -------- | -------- | -------- |
| 48       |          |          |          |          |          |          | 1        |
| 49       | 2        | 3        | 4        | 5        | 6        | 7        | 8        |
| 50       | 9        | 10       | 11       | 12       | 13       | 14       | 15       |
| 51       | 16       | 17       | 18       | 19       | 20       | 21       | 22       |
| 52       | 23       | 24       | 25       | 26       | 27       | 28       | 29       |
| 1        | 30       | 31       |          |          |          |          |          |

| Januar | Januar | Januar | Januar | Januar | Januar | Januar | Januar |
| Kw     | Mo     | Di     | Mi     | Do     | Fr     | Sa     | So     |
| ------ | ------ | ------ | ------ | ------ | ------ | ------ | ------ |
| 1      |        | 1      | 2      | 3      | 4      | 5      | 6      |
| 2      | 7      | 8      | 9      | 10     | 11     | 12     | 13     |
| 3      | 14     | 15     | 16     | 17     | 18     | 19     | 20     |
| 4      | 21     | 22     | 23     | 24     | 25     | 26     | 27     |
| 5      | 28     | 29     | 30     | 31     |        |        |        |

| Februar | Februar | Februar | Februar | Februar | Februar | Februar | Februar |
| Kw      | Mo      | Di      | Mi      | Do      | Fr      | Sa      | So      |
| ------- | ------- | ------- | ------- | ------- | ------- | ------- | ------- |
| 5       |         |         |         |         | 1       | 2       | 3       |
| 6       | 4       | 5       | 6       | 7       | 8       | 9       | 10      |
| 7       | 11      | 12      | 13      | 14      | 15      | 16      | 17      |
| 8       | 18      | 19      | 20      | 21      | 22      | 23      | 24      |
| 9       | 25      | 26      | 27      | 28      |         |         |         |

| März | März | März | März | März | März | März | März |
| Kw   | Mo   | Di   | Mi   | Do   | Fr   | Sa   | So   |
| ---- | ---- | ---- | ---- | ---- | ---- | ---- | ---- |
| 9    |      |      |      |      | 1    | 2    | 3    |
| 10   | 4    | 5    | 6    | 7    | 8    | 9    | 10   |
| 11   | 11   | 12   | 13   | 14   | 15   | 16   | 17   |
| 12   | 18   | 19   | 20   | 21   | 22   | 23   | 24   |
| 13   | 25   | 26   | 27   | 28   | 29   | 30   | 31   |

| April | April | April | April | April | April | April | April |
| Kw    | Mo    | Di    | Mi    | Do    | Fr    | Sa    | So    |
| ----- | ----- | ----- | ----- | ----- | ----- | ----- | ----- |
| 14    | 1     | 2     | 3     | 4     | 5     | 6     | 7     |
| 15    | 8     | 9     | 10    | 11    | 12    | 13    | 14    |
| 16    | 15    | 16    | 17    | 18    | 19    | 20    | 21    |
| 17    | 22    | 23    | 24    | 25    | 26    | 27    | 28    |
| 18    | 29    | 30    |       |       |       |       |       |

| Mai | Mai | Mai | Mai | Mai | Mai | Mai | Mai |
| Kw  | Mo  | Di  | Mi  | Do  | Fr  | Sa  | So  |
| 18  |     |     | 1   | 2   | 3   | 4   | 5   |
| 19  | 6   | 7   | 8   | 9   | 10  | 11  | 12  |
| 20  | 13  | 14  | 15  | 16  | 17  | 18  | 19  |
| 21  | 20  | 21  | 22  | 23  | 24  | 25  | 26  |
| 22  | 27  | 28  | 29  | 30  | 31  |     |     |
| --- | --- | --- | --- | --- | --- | --- | --- |

| Juni | Juni | Juni | Juni | Juni | Juni | Juni | Juni |
| Kw   | Mo   | Di   | Mi   | Do   | Fr   | Sa   | So   |
| ---- | ---- | ---- | ---- | ---- | ---- | ---- | ---- |
| 22   |      |      |      |      |      | 1    | 2    |
| 23   | 3    | 4    | 5    | 6    | 7    | 8    | 9    |
| 24   | 10   | 11   | 12   | 13   | 14   | 15   | 16   |
| 25   | 17   | 18   | 19   | 20   | 21   | 22   | 23   |
| 26   | 24   | 25   | 26   | 27   | 28   | 29   | 30   |

| Juli | Juli | Juli | Juli | Juli | Juli | Juli | Juli |
| Kw   | Mo   | Di   | Mi   | Do   | Fr   | Sa   | So   |
| ---- | ---- | ---- | ---- | ---- | ---- | ---- | ---- |
| 27   | 1    | 2    | 3    | 4    | 5    | 6    | 7    |
| 28   | 8    | 9    | 10   | 11   | 12   | 13   | 14   |
| 29   | 15   | 16   | 17   | 18   | 19   | 20   | 21   |
| 30   | 22   | 23   | 24   | 25   | 26   | 27   | 28   |
| 31   | 29   | 30   | 31   |      |      |      |      |

| August | August | August | August | August | August | August | August |
| Kw     | Mo     | Di     | Mi     | Do     | Fr     | Sa     | So     |
| ------ | ------ | ------ | ------ | ------ | ------ | ------ | ------ |
| 31     |        |        |        | 1      | 2      | 3      | 4      |
| 32     | 5      | 6      | 7      | 8      | 9      | 10     | 11     |
| 33     | 12     | 13     | 14     | 15     | 16     | 17     | 18     |
| 34     | 19     | 20     | 21     | 22     | 23     | 24     | 25     |
| 35     | 26     | 27     | 28     | 29     | 30     | 31     |        |

| September | September | September | September | September | September | September | September |
| Kw        | Mo        | Di        | Mi        | Do        | Fr        | Sa        | So        |
| --------- | --------- | --------- | --------- | --------- | --------- | --------- | --------- |
| 35        |           |           |           |           |           |           | 1         |
| 36        | 2         | 3         | 4         | 5         | 6         | 7         | 8         |
| 37        | 9         | 10        | 11        | 12        | 13        | 14        | 15        |
| 38        | 16        | 17        | 18        | 19        | 20        | 21        | 22        |
| 39        | 23        | 24        | 25        | 26        | 27        | 28        | 29        |
| 40        | 30        |           |           |           |           |           |           |

| Oktober | Oktober | Oktober | Oktober | Oktober | Oktober | Oktober | Oktober |
| Kw      | Mo      | Di      | Mi      | Do      | Fr      | Sa      | So      |
| ------- | ------- | ------- | ------- | ------- | ------- | ------- | ------- |
| 40      |         | 1       | 2       | 3       | 4       | 5       | 6       |
| 41      | 7       | 8       | 9       | 10      | 11      | 12      | 13      |
| 42      | 14      | 15      | 16      | 17      | 18      | 19      | 20      |
| 43      | 21      | 22      | 23      | 24      | 25      | 26      | 27      |
| 44      | 28      | 29      | 30      | 31      |         |         |         |

| November | November | November | November | November | November | November | November |
| Kw       | Mo       | Di       | Mi       | Do       | Fr       | Sa       | So       |
| -------- | -------- | -------- | -------- | -------- | -------- | -------- | -------- |
| 44       |          |          |          |          | 1        | 2        | 3        |
| 45       | 4        | 5        | 6        | 7        | 8        | 9        | 10       |
| 46       | 11       | 12       | 13       | 14       | 15       | 16       | 17       |
| 47       | 18       | 19       | 20       | 21       | 22       | 23       | 24       |
| 48       | 25       | 26       | 27       | 28       | 29       | 30       |          |

| Dezember | Dezember | Dezember | Dezember | Dezember | Dezember | Dezember | Dezember |
| Kw       | Mo       | Di       | Mi       | Do       | Fr       | Sa       | So       |
| -------- | -------- | -------- | -------- | -------- | -------- | -------- | -------- |
| 48       |          |          |          |          |          |          | 1        |
| 49       | 2        | 3        | 4        | 5        | 6        | 7        | 8        |
| 50       | 9        | 10       | 11       | 12       | 13       | 14       | 15       |
| 51       | 16       | 17       | 18       | 19       | 20       | 21       | 22       |
| 52       | 23       | 24       | 25       | 26       | 27       | 28       | 29       |
| 1        | 30       | 31       |          |          |          |          |          |

## Ereignisse

### Politik und Weltgeschehen

#### Balkan

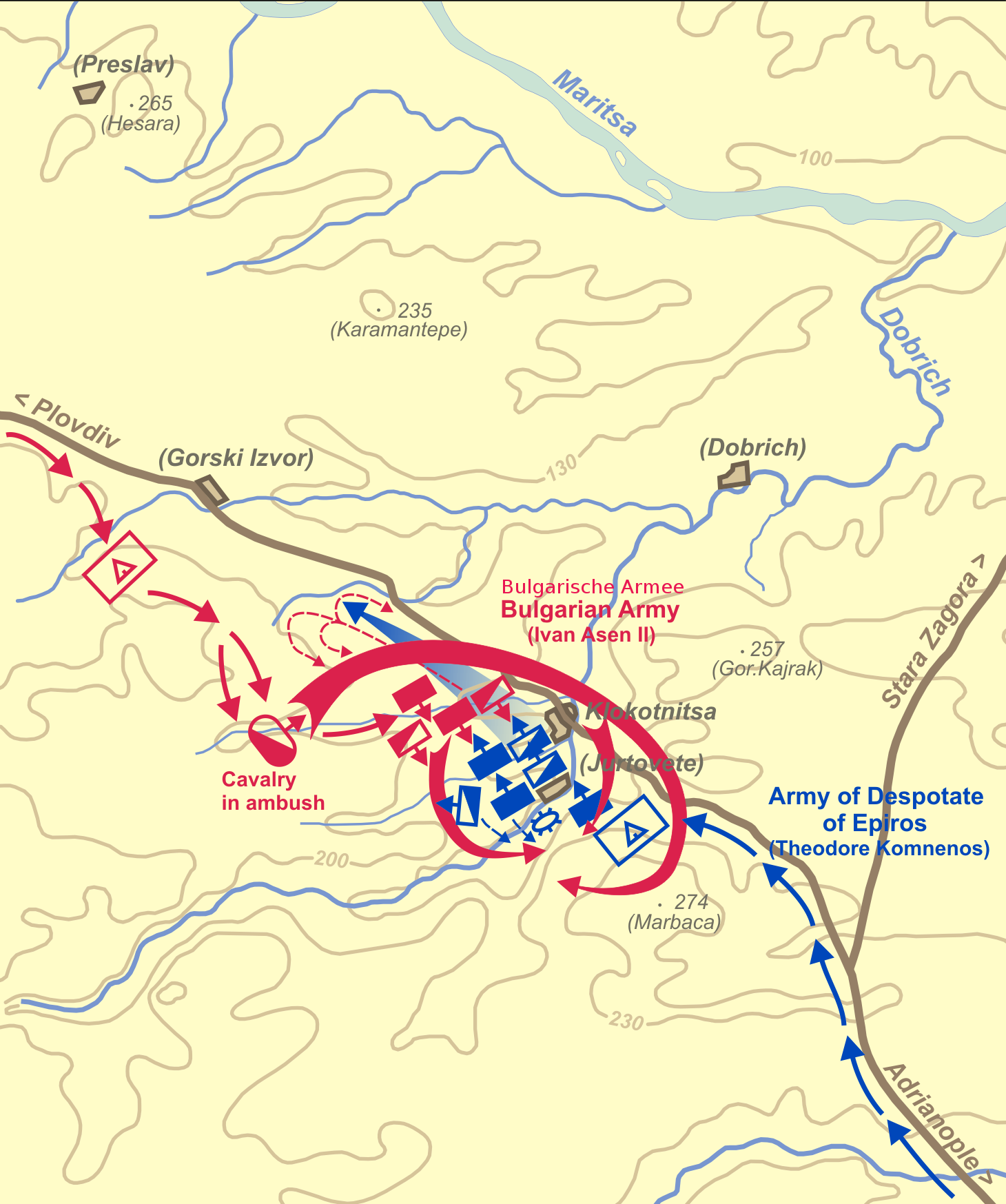
Schlacht von Klokotniza

- Theodoros I. Komnenos Dukas, Despot von Epirus und seit einigen Jahren Kaiser von Thessaloniki, erhebt Anspruch auf den byzantinischen Kaiserthron. Vor seinem Marsch gegen Konstantinopel und das Lateinische Kaiserreich wendet er sich allerdings gegen seinen bisherigen Verbündeten Zar Iwan Assen II. und marschiert in Bulgarien ein.

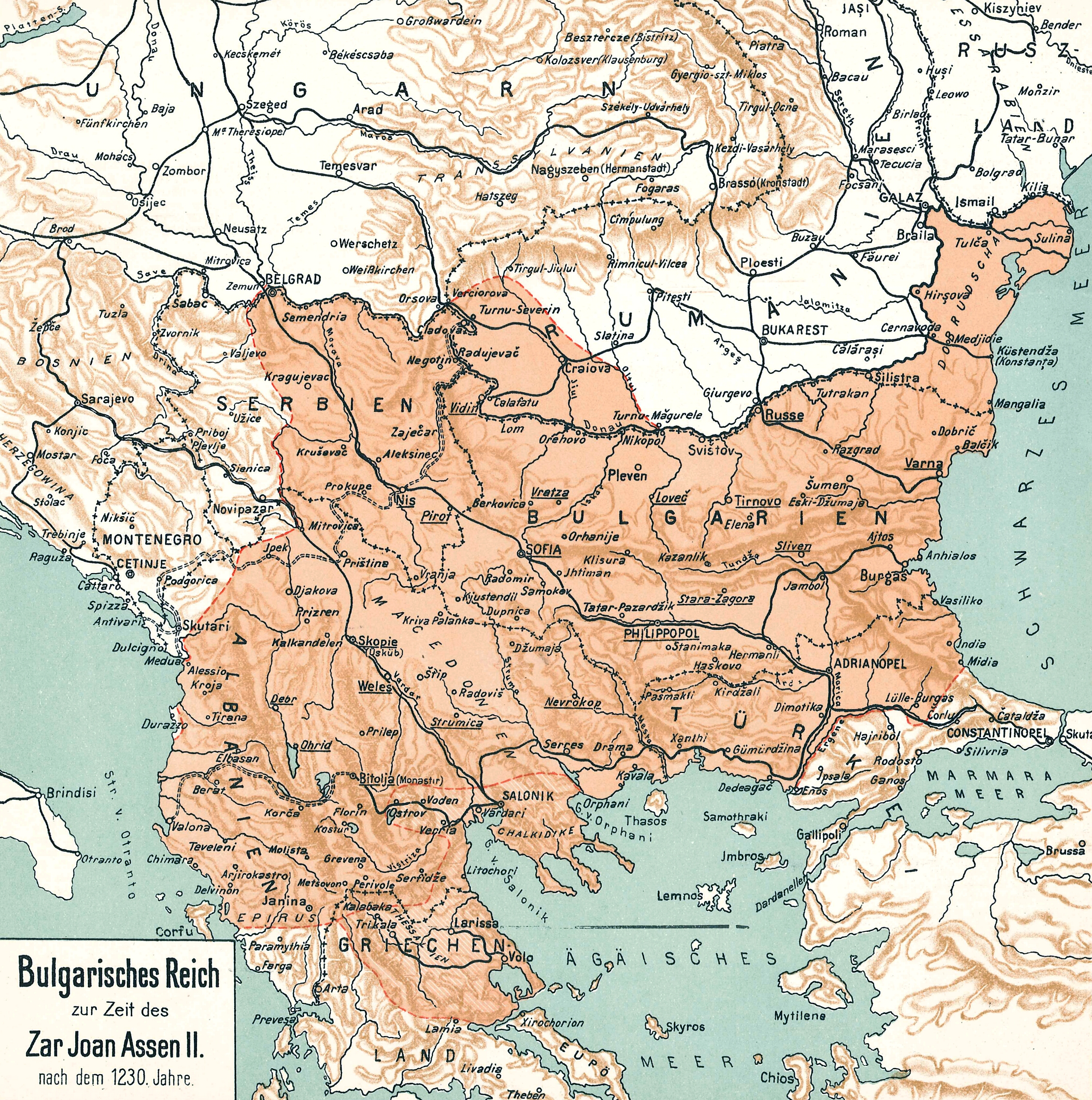
Das Bulgarische Reich nach der Schlacht von Klokotniza

- 9. März: In der Schlacht von Klokotniza erleiden die Truppen von Epirus eine vernichtende Niederlage. Theodoros I. gerät mit seiner Familie in Gefangenschaft. Iwan Assen II. lässt eine Siegessäule in der Kirche der Heiligen Vierzig Märtyrer in der bulgarischen Hauptstadt Weliko Tarnowo aufstellen, auf der festgehalten wird, dass das ganze Land von Adrianopel bis Durazzo (Thrakien, Makedonien und Thessalien) jetzt den Bulgaren gehöre. Die Ländereien, die nicht dem Bulgarischen Reich eingegliedert werden, werden unter Theodoros Brüdern Manuel Komnenos Dukas und Konstantin Komnenos Dukas sowie dem Neffen Michael II. Komnenos Dukas aufgeteilt. Manuel regiert als bulgarischer Vasall Thessaloniki, Konstantin erhält Akarnanien und Michael II. den nicht eroberten Teil von Epirus.

#### Königreich Sizilien/Heiliges Römisches Reich
- 16. Mai: Im Vertrag von Kruschwitz zwischen Konrad von Masowien und dem Deutschen Orden überträgt der Herzog dem Deutschen Orden das Kulmerland. Des Weiteren erkennt Konrad die Unabhängigkeit des Ordensstaates und die Herrschaft des Deutschen Ordens über alles Land an, das dieser jenseits der Grenzen von Polen erobern würde. Der Vertrag korrespondiert mit der Goldbulle von Rimini des deutschen Kaisers Friedrich II.
- 28. Juli: Nach dem Tod von Leopold VI., dem Glorreichen, wird sein Sohn Friedrich II. Herzog von Österreich und Steiermark aus dem Geschlecht der Babenberger.
- 28. August: Nach einer empfindlichen militärischen Niederlage löst Papst Gregor IX. auf Vermittlung durch Hermann von Salza den deutschen Kaiser Friedrich II. vom Kirchenbann und schließt mit ihm den Frieden von San Germano, der neun Jahre vorhalten soll. Durch ein gemeinsames Mahl in Gregors Elternhaus in Anagni wird die Aussöhnung besiegelt.
- 15. Dezember: Ottokar I. Přemysl stirbt. Sein Sohn Wenzel I., schon seit 1228 Mitkönig, wird alleiniger König von Böhmen. Er gerät rasch in einen Konflikt mit seinem jüngeren Bruder Přemysl von Mähren ebenso wie mit dem österreichischen Herzog Friedrich.

#### Westeuropa

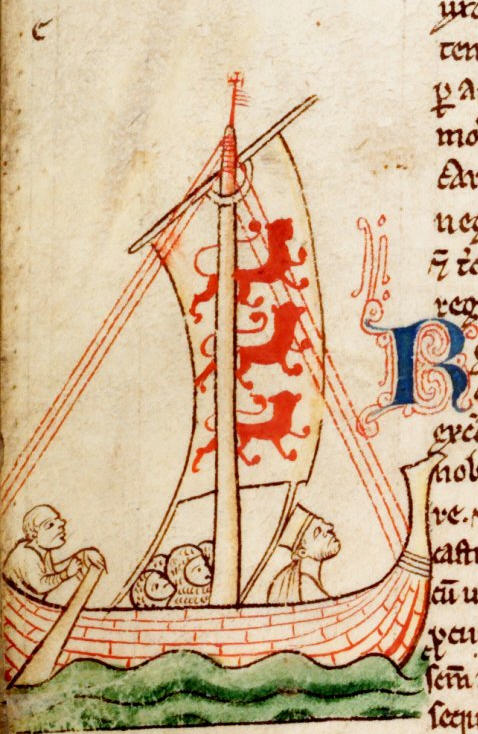
Heinrich III. segelt in die Bretagne; Illustration aus der Chronik von Matthew Paris aus dem 13. Jahrhundert

- 30. April: Der Frankreichfeldzug Heinrichs III. beginnt: König Heinrich III. bricht mit einer großen Armee von Portsmouth aus auf. Neben dem Justitiar Hubert de Burgh nehmen auch die meisten Magnaten wie Ranulf de Blondeville, Gilbert de Clare, Humphrey de Bohun und William Marshal an dem Feldzug teil. Von der Bretagne rückt Heinrich ins Anjou und weiter bis in die Gascogne vor, ohne dass es zu nennenswerten Kämpfen kommt. Vor dem überlegenen Heer des französischen Königs muss er sich aber schließlich wieder in die Bretagne zurückziehen. Im Oktober kehrt er, ohne Erfolge erzielt zu haben, nach England zurück.
- In einem kleinen Scharmützel vertreibt Graf Raimund VII. von Toulouse Markgraf Raimund Berengar V. von der Provence aus Marseille, das ihm am 9. November den Lehnseid leistet.
- Normannische Truppen unter der Führung von Richard de Burgh marschieren in Connacht ein und verwüsten weite Teile des Landes. Sie belagern Galway, müssen sich jedoch nach einer einwöchigen, ergebnislosen Schlacht zurückziehen.

#### Iberische Halbinsel
- König Alfons IX. von León besiegt Ibn Hud, den Herrscher von al-Andalus, von den Christen auch Almogàver genannt. Dieser Erfolg öffnet den Truppen aus León den Weg nach Badajoz.

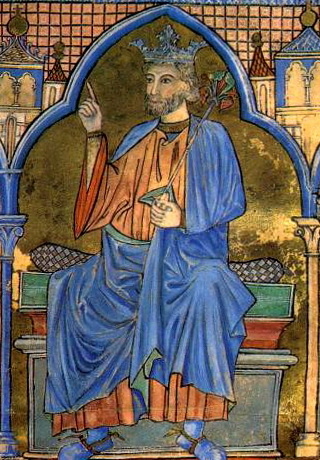
Ferdinand III. auf einer Miniatur aus dem 13. Jahrhundert

- König Sancho II. von Portugal setzt seine Expansion in den Süden fort. Im Zuge seiner Offensive erobern die portugiesischen Truppen die Städte Beja, Juromenha, Serpa und Moura.

- 24. September: Durch den Tod seines Vaters Alfons IX. wird Ferdinand III. König von LeónDa Ferdinand schon seit 1217 König von Kastilien ist, vereinigte er die beiden iberischen Königreiche neben Asturien und Galicien zum unteilbaren, auf den ältesten Sohn vererblichen Königreich.

#### Vorderer Orient
- 14. April: Choresm-Schah Dschalal ad-Din Mengübirti erobert nach längerer Belagerung die ayyubidische Stadt Ahlat.
- Sommer: Im Lombardenkrieg kapituliert nach einjähriger Belagerung der kaiserliche Statthalter von Zypern Amalrich Barlais gegen die rebellierenden Barone unter Johann I. von Beirut. Der minderjährige König Heinrich I. gerät damit wieder unter die Vormundschaft Johanns, der damit auch wieder anerkannter Regent Zyperns wird.
- 10. August: In der Schlacht von Yassı Çemen in Ostanatolien setzen sich Rum-Seldschuken unter der Führung von Kalif Kai Kobad I. gegenüber den Choresm-Schahs durch. Der besiegte Dschalal ad-Din muss fliehen. Der Konflikt zwischen den beiden ursprünglich verbündeten Reichen ist ausgebrochen, nachdem als choresmische Soldaten verkleidete Mongolen seldschukische Dörfer geplündert haben. Das Kaiserreich Trapezunt unter Andronikos I., das sich mit den Choresmiern verbündet hat, muss von nun an neuerlich Tribute an die Rum-Seldschuken zahlen.

#### Asien
- Zu Beginn des Jahres unterteilt  Ögedei, Khagan der Mongolen, unter dem Einfluss seines Beraters Yelü Chucai, Nordchina in zehn Verwaltungsbezirke. Diese Bezirke werden von mongolischen Gouverneuren geleitet und in kleinere Einheiten unterteilt, deren Hauptaufgabe es ist, den Tribut einzutreiben.
- Der Sultan von Delhi, Iltutmish, startet eine zweite Expedition, gegen das unabhängige Sultanat Bengalen. Diese Expedition endet im Mai 1231 mit der erneuten Unterwerfung Bengalens.

#### Stadtrechte und urkundliche Ersterwähnungen
- Erste urkundliche Erwähnung von Bierbach, Bräunsdorf, Freienwil, Haßfurt, Hassel (Saar), Helsinghausen, Hitzkirch, Müssen, Ossingen, Seelingstädt, Sins und Talheim
- Das 1230 entstandene Ratzeburger Zehntregister enthält für viele Dörfer des früheren Bistums Ratzeburg deren erstmalige urkundliche Erwähnung.

### Kultur

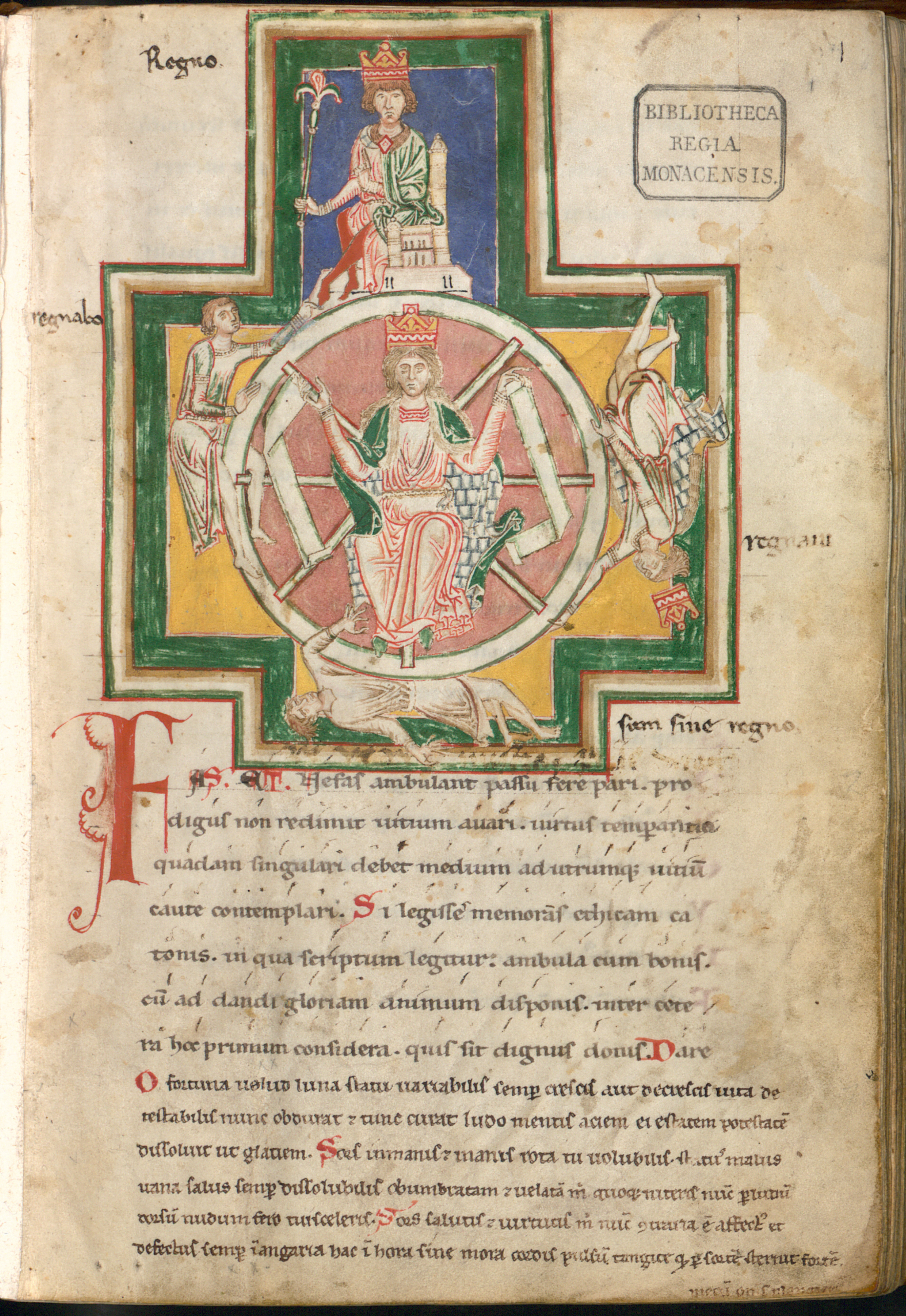
Buchmalerei im Codex Buranus

- um 1230: Die einzige überlieferte Fassung der Dichtungs- und Liedersammlung Carmina Burana wird von zwei verschiedenen Personen niedergeschrieben.

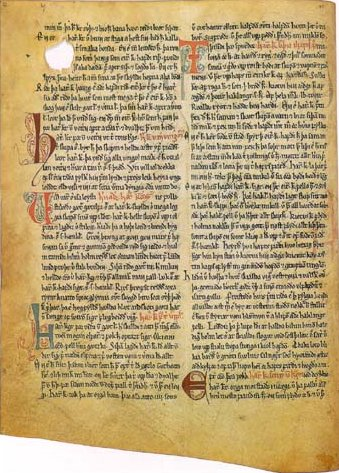
Seite aus Heimskringla

- um 1230: Die Heimskringla über die Geschichte der norwegischen Könige, ein Werk, das Snorri Sturluson zugeschrieben wird, entsteht.
- 1230/1240: Das Kudrun-Epos entsteht.

### Gesellschaft
- Llywelyn ab Iorwerth, Fürst von Gwynedd, ertappt seine Ehefrau Johanna von Wales mit dem von ihm als Geisel gehaltenen William de Braose, 7. Baron of Bramber, in ihrer Kammer. Er bezichtigt die beiden des Ehebruchs und lässt William am 2. Mai durch den für einen Adligen demütigenden Tod durch Hängen hinrichten. Johanna wird in Folge gefangengehalten.
- Im Königreich Aragonien wird der Orden de la Merci gegründet. Ziel des Ritterordens ist die Unterstützung und der Freikauf von Christensklaven, wie es auch die Parallelvereinigungen der Mathuriner, Cölestiner oder Trinitarier tun.

### Religion
- 17. März: Bei der Bremer Fastensynode versammeln sich alle Weltgeistlichen und Mönche der Umgebung Bremens. Auf der von Erzbischof Gerhard II. einberufenen Synode werden die Stedinger Bauern zu Ketzern erklärt. Es wird ihnen vorgeworfen, sich der Kirche zu widersetzen, Klöster und Kirchen zu verbrennen, mit Hostien Missbrauch zu treiben sowie Geister- und Wahrsagerbefragungen zu tätigen. Damit wird der Stedingerkrieg gegen die Stedinger Bauernrepublik vorbereitet.
- 28. September: In der Bulle Quo elongati erklärt Papst Gregor IX. das Testament des heiligen Franziskus für nicht dringend rechtsverbindlich. Die Päpstliche Bulle trägt erheblich zum im Franziskanerorden entflammten Armutsstreit bei.

### Katastrophen
- Eine „hohe Flut“ an der Nordsee bringt „Großes Sterben unter Menschen und Vieh, daß kaum der zehnte Mensch am Leben blieb.“[1]
- um 1230: Rückkehrer vom fünften Kreuzzug schleppen die Lepra nach Europa ein.

## Historische Karten und Ansichten

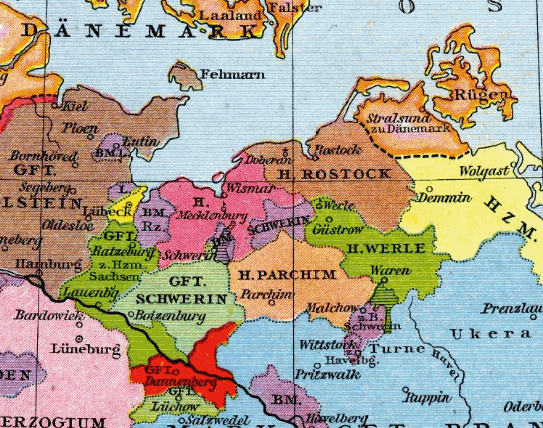
Mecklenburg 1230

## Geboren

### Genaues Geburtsdatum unbekannt
- März: Heinrich, Infant von Kastilien († 1304)
- Athanasios I., Patriarch von Konstantinopel und Heiliger der griechisch-orthodoxen Kirche († 1310)
- Ga Anyen Dampa, Geistlicher der Sakya-Schule des tibetischen Buddhismus († 1303)
- Gottfried Hagen, Stadtschreiber von Köln († 1299)
- Seifried Helbling, österreichischer Ritter
- Hu Sansheng, chinesischer Historiker († 1287)
- Jaroslaw III. Jaroslawitsch, Großfürst von Twer und Wladimir († 1272)
- Lê Văn Hưu, vietnamesischer Gelehrter und Historiker († 1322)
- Rukn ad-Din Churschah, Imam der Nizariten († 1257)

### Geboren um 1230
- 1220 oder 1230: Dietrich von Apolda, deutscher Dominikaner und Hagiograph († nach 1302/1303)
- 1227/1230: Heinrich III., Herzog von Schlesien-Breslau († 1266)
- Edmund de Lacy, 2. Earl of Lincoln, englischer Adeliger († 1258)
- Elisabeth von Braunschweig, römisch-deutsche Königin († 1266)
- Guido Guinizelli, italienischer Dichter († um 1276)
- Hugo von Trimberg, mittelhochdeutscher didaktischer Schriftsteller († nach 1313)
- Jelena Anžujska, Königin von Serbien und Heilige der serbisch-orthodoxen Kirche († 1314)

## Gestorben

### Todesdatum gesichert
- 12. Januar: Egino IV., Graf von Urach (* um 1160)
- 30. Januar: Pelagius von Albano, spanischer Kardinal und Kirchenrechtler, Kardinalbischof von Albano und päpstlicher Legat des Fünften Kreuzzugs (* um 1165)
- Februar: Abu Yahya Muhammad ibn Ali ibn Abi Imran at-Tinmalali, letzter almohadischer Wālī von Mallorca
- 7. April: Tore Den Trøndske, Erzbischof von Nidaros
- 2. Mai: William de Braose, 7. Baron of Bramber, cambro-normannischer Adliger (* 1197/1204)
- 13. Mai: Kasimir I., Herzog von Oppeln-Ratibor (* 1178 oder 1179)
- 12. Juli: Margarete von Blois, Pfalzgräfin von Burgund und Gräfin von Blois und Châteaudun (* um 1170)

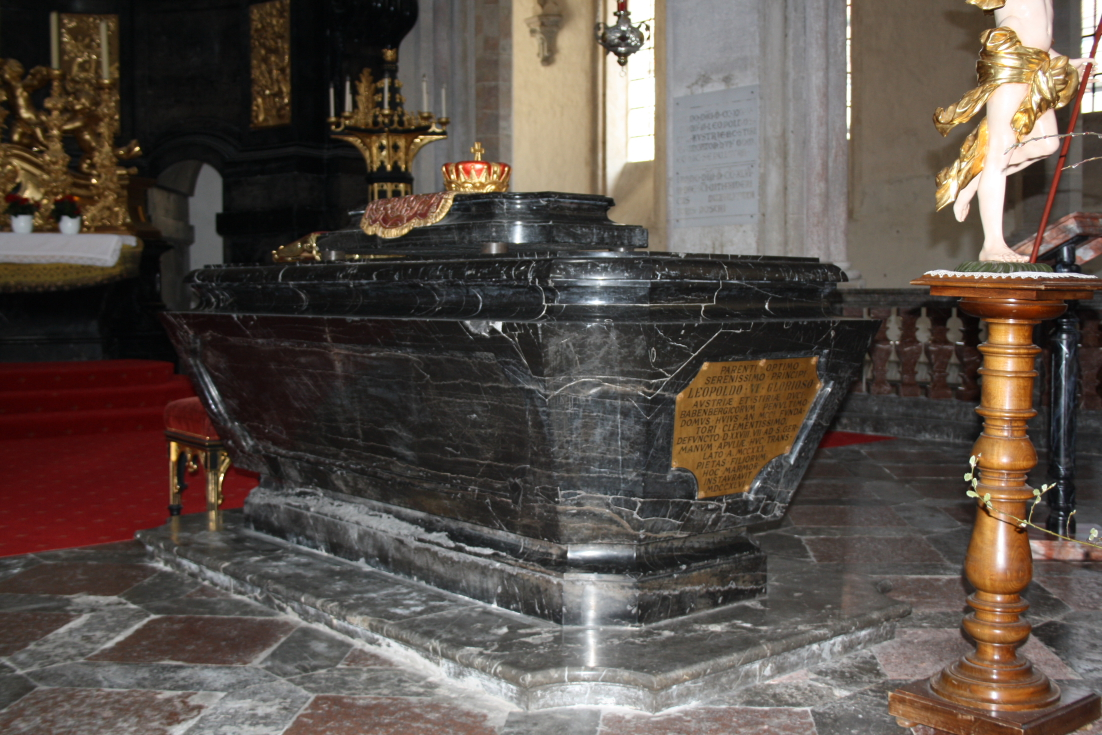
Kenotaph Leopolds vor dem Hochaltar der Stiftskirche in Lilienfeld

- 28. Juli: Leopold VI., Herzog von Österreich und der Steiermark (* 1176)
- 24. August: Geoffrey de Say, englischer Adliger und Rebell (* um 1155)
- 9. September: Siegfried II. von Eppstein, Erzbischof von Mainz und Erzkanzler des Heiligen Römischen Reichs (* um 1165)

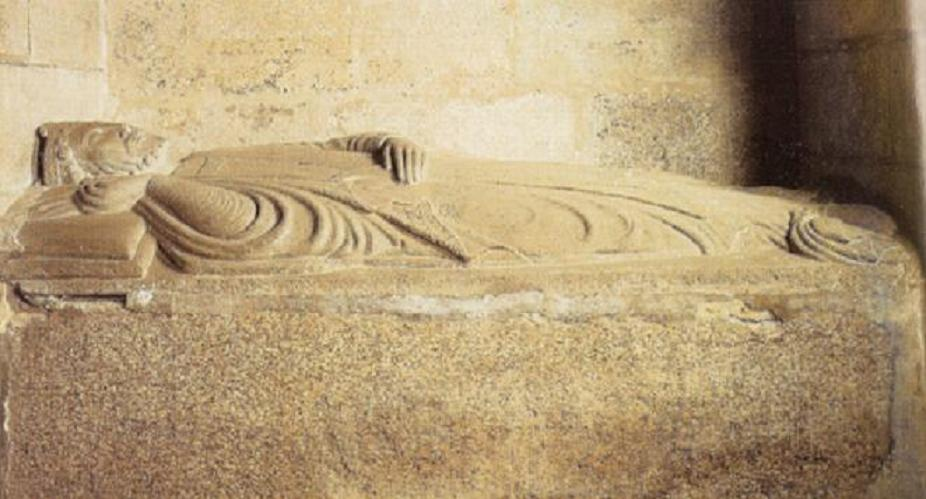
Grabmal Alfonsos in Santiago de Compostela

- 23./24. September: Alfons IX., König von León (* 1171)
- 25. Oktober: Gilbert de Clare, 4. Earl of Hertford, englischer Magnat (* um 1180)
- 13. November: Siard, Abt des großen Stiftes von Mariengaarde und Heiliger der katholischen Kirche
- 24. November: Mathieu II. de Montmorency, Connétable von Frankreich
- 13. Dezember: Karl I., Bischof von Seckau

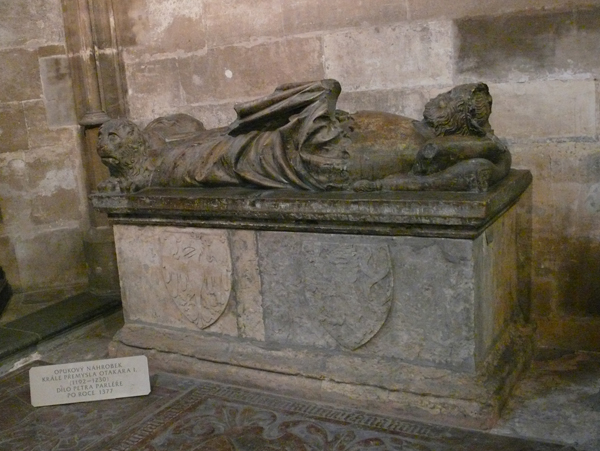
Tumba Ottokars I. im Prager Veitsdom

- 15. Dezember: Ottokar I. Přemysl, König von Böhmen (* um 1155)
- 23. Dezember: Berengaria von Navarra, Königin von England (* zwischen 1165 und 1170)

### Genaues Todesdatum unbekannt
- Demetrius von Montferrat, König von Thessaloniki (* 1205)
- Enrico Pescatore, Graf von Malta, Abenteurer und Freibeuter
- Johann IV., Graf von Vendôme und Herr von Montoire
- Muinuddin Chishti, islamischer Mystiker und Scheich des Chishtiyya-Ordens in Südasien (* 1141)
- Nicola de la Haye, englische Adlige (* um 1155)
- Maelgwn ap Rhys, walisischer Lord von Ceredigion (* um 1170)
- Samuel ibn Tibbon, okzitanischer jüdischer Autor und Übersetzer (* 1160)

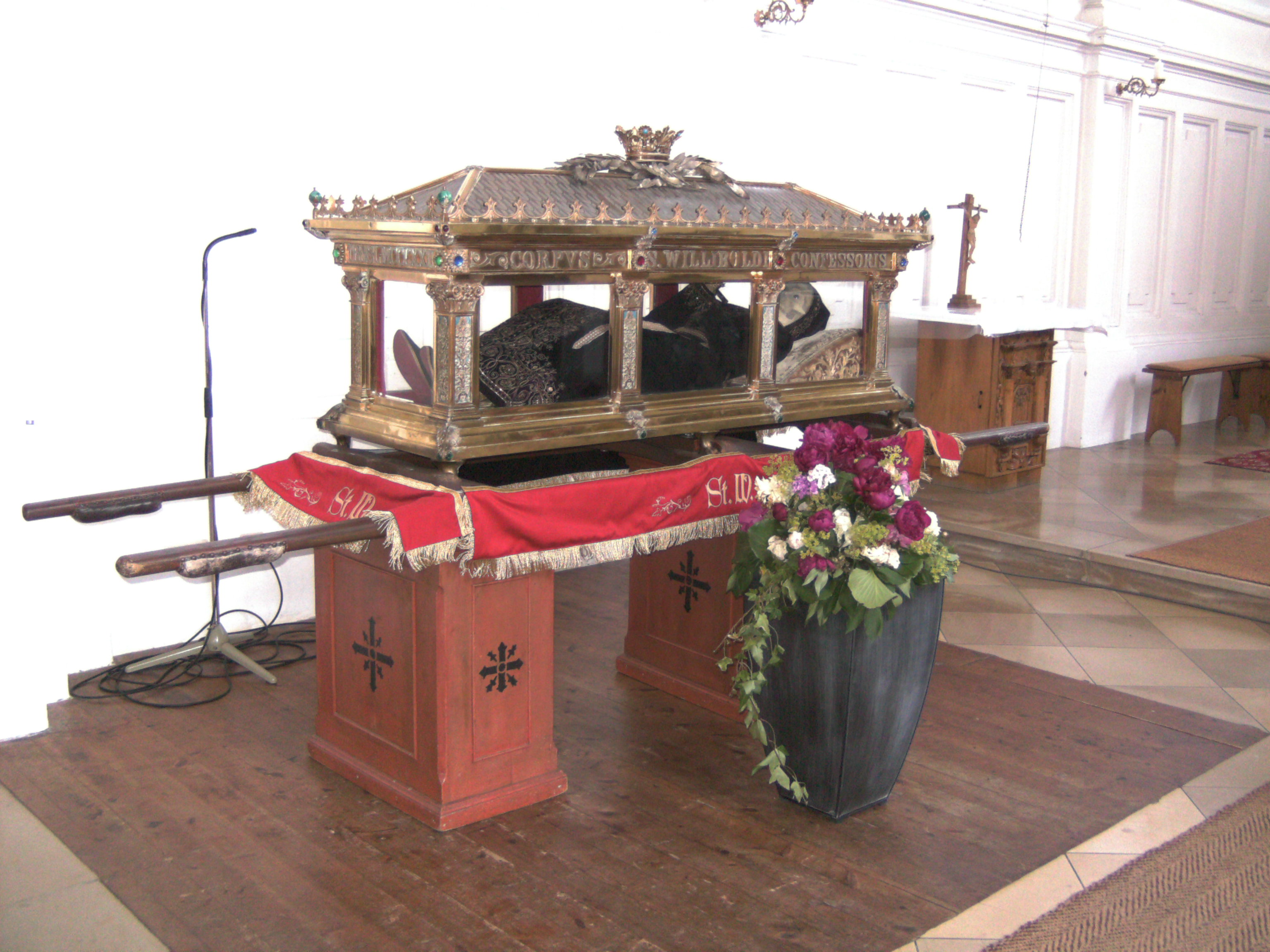
Reliquienschrein Willebolds in St. Konrad Berkheim

- Willebold von Berkheim, deutscher Pilger und Heiliger

### Gestorben um 1230
- Walther von der Vogelweide, mittelhochdeutscher Dichter (* um 1170)